# Фронтињан
Фронтињан (фр. Frontignann) град је у Француској у региону Лангдок-Русијон, у департману Еро.
По подацима из 2010. године број становника у месту је био 22.526.

## Демографија
| 1962. | 1968.  | 1975.  | 1982.  | 1990.  | 2011.  |
| ----- | ------ | ------ | ------ | ------ | ------ |
| 8 309 | 11 141 | 12 238 | 14 951 | 16 245 | 22.719 |

## Партнерски градови
- Гаета
- Vizela
- Pineda de Mar